# Radziejów
Radziejów è una città polacca del distretto di Radziejów nel voivodato della Cuiavia-Pomerania.
Ricopre una superficie di 5,69 km² e nel 2007 contava 5 787 abitanti.